# لويس سانشيز دوك
لويس سانشيز دوك (بالإسبانية: Luis Sánchez Duque)‏ هو لاعب كرة قدم ومدرب كرة قدم إسباني، ولد في 13 نوفمبر 1956 في خيتافي في إسبانيا. لعب مع Getafe Deportivo ‏.